# Janette Scott

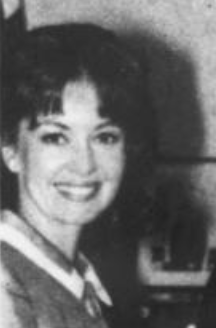
Janette Scott, 1966

Thora Janette Scott (* 14. Dezember 1938 in Morecambe, England) ist eine englische Schauspielerin.

## Leben
Janette Scott ist die Tochter von Jimmy Scott und Thora Hird. Vom 27. Juni 1959 war sie mit dem kanadischen Sänger Jackie Rae verheiratet. Nach der Scheidung heiratete sie am 20. Mai 1966 den Sänger Mel Tormé, mit dem sie zwei Kinder hat, unter anderem den Jazzsänger James Tormé. Diese Ehe endete 1977. Seit 1981 ist sie mit William Rademaekers verheiratet.
Im Song Science Fiction/Double Feature aus dem Musical Rocky Horror Show ist ihr eine Zeile gewidmet.

## Filmografie (Auswahl)
- 1942: Went the Day Well?
- 1943: Das heilige Feuer (The Lamp Still Burns)
- 1944: Two Thousand Men
- 1944: Medal for the General
- 1949: Verschwörer (Conspirator)
- 1950: Amazonen des Urwalds (Prehistoric Women)
- 1950: No Place for Jennifer
- 1951: The Galloping Major
- 1951: Die Reise ins Ungewisse (No Highway in the Sky)
- 1952: Der wunderbare Flimmerkasten (The Magic Box)
- 1953: Background
- 1955: As Long as They’re Happy
- 1956: Die schöne Helena (Helen of Troy)
- 1956: Now and Forever
- 1957: The Good Companions
- 1958: Happy is the Bride
- 1959: The Devil’s Disciple
- 1959: The Lady Is a Square
- 1961: Double Bunk
- 1961: His and Hers
- 1962: Two and Two Make Six
- 1962: Blumen des Schreckens (The Day of the Triffids)
- 1963: Haus des Grauens (Paranoiac)
- 1963: Siege of the Saxons
- 1963: Das alte finstere Haus (The Old Dark House)
- 1964: Dschungel der Schönheit (The Beauty Jungle)
- 1965: Ein Riß in der Welt (Crack in the World)
- 1967: Bikini Paradise
- 2008: New York für Anfänger (How to Lose Friends & Alienate People)